# Cassida hainanensis
Cassida hainanensis là một loài bọ cánh cứng trong họ Chrysomelidae. Loài này được Yu in Huang, Yin, Zeng, Lin & Gu miêu tả khoa học năm 2002.